# Phyllopodium
Phyllopodium é um género botânico pertencente à família Scrophulariaceae.

## Espécies seleccionadas
- Phyllopodium alpinum
- Phyllopodium anomalum
- Phyllopodium augei
- Phyllopodium baurii
- Phyllopodium bracteatum

1. ↑  «Phyllopodium — World Flora Online». www.worldfloraonline.org. Consultado em 19 de agosto de 2020